# Hajimari
株式会社Hajimari（ハジマリ、英: Hajimari Inc.）は東京都渋谷区に本社を置き、HRを主軸に様々な事業を展開する日本のスタートアップ企業。

## 概要
新卒、中途、独立、起業と人生の重要な岐路に立つ方々の自立を支援しており、そのなかでも40,000名を超えるIT起業家の企業への就職を支援している。

## 沿革
- 2015年2月 - 株式会社ITプロパートナーズが設立
- 2015年9月 - 人形町オフィスから渋谷幸和ビルへ移転
- 2017年3月 - Pマークを取得
- 2017年4月 - オンラインプログラミング教育サービス「ITPRO COLLEGE（ITプロカレッジ）」をリリース[1]
- 2017年6月 - スキルアップ型キャリア支援サービス「intee（インティ）」をリリース
- 2017年6月 - 渋谷幸和ビルから渋谷DTビルへ　移転
- 2017年12月 - スタートアップ向けマッチングサイト構築パッケージ「PIECE（ピース）」をリリース[2]
- 2018年6月 - 渋谷DTビルオフィスを増床
- 2018年12月 - キャリア形成サービス「Graspy（グラスピー）」をリリース[3]
- 2019年4月 - 大阪支社を設立（Weworkなんばスカイオ内）[4]
- 2019年9月 - 資本金を960万円から1億円へ増資
- 2019年12月 - 人事職特化型マッチングサービス「人事プロパートナーズ」をリリース[5]
- 2020年3月 - 越境ECWebプロモーションを行う株式会社人々（所在地：東京都新宿区、代表取締役：石川真也）に合計6千万円の出資を行う[6]
- 2020年3月 - エン・ジャパン株式会社（所在地：東京都新宿区、代表取締役：鈴木孝二）を引受先とした第三者割当増資と、銀行3行からのデットファイナンスを合わせ総額約10億円の資金調達を実施[7]
- 2020年4月 - 社名を「株式会社Hajimari」に変更[8]
- 2020年5月 - 「フリーランス向け報酬即日払いサービス」を提供するyup株式会社と事業提携[9]
- 2020年7月 - 完全会員制 事業課題解決コミュニティ【TOPGUN（トップガン）】をリリース[10]
- 2020年8月 - 「地方」×「幹部」募集に特化したエージェントサービス「Hajimari エグゼクティブエージェント」を開始[11]

## 主な事業
- ITプロパートナーズ事業（起業家・フリーランス支援事業）
- intee事業（新卒向け就職支援イベント事業）
- Graspy事業（中途キャリア形成プラットフォーム事業）
- PIECE事業（スタートアップマッチング支援事業）
- ITプロカレッジ事業（オンラインPG教育事業）
- 人事プロパートナーズ